# Alexandru Ceaușu
Alexandru Ceaușu, född den 12 oktober 1980 i Bukarest, Rumänien, är en rumänsk kanotist.
Han tog bland annat VM-silver i K-4 200 meter i samband med sprintvärldsmästerskapen i kanotsport 2003 i Gainesville, Georgia.